# Giuseppe Carnazza Puglisi
Giuseppe Carnazza Puglisi (Catania, 24 mei 1834 – aldaar, 7 januari 1910) was hoogleraar rechtsgeleerdheid aan de universiteit van Catania, waar hij rector magnificus werd. Carnazza was actief in de landelijke politiek van het eengemaakte koninkrijk Italië: zowel als volksvertegenwoordiger als senator voor het leven.

## Levensloop
Zijn ouders waren Gabriello Carnazza en Venera Puglisi en ze waren ten tijde van het koninkrijk der Beide Siciliën actief in revolutionaire en patriottische kringen van Catania. Het leidde ertoe dat zijn ouders voor een tijdje in ballingschap moesten. Carnazza studeerde rechten aan de universiteit van Catania. Zijn carrière begon hij als advocaat.
Sicilië kende in 1860 het einde van het Bourbonregime en ging verloren aan de Beide Siciliën. Sicilië behoorde voortaan tot het eengemaakte Italië. Datzelfde jaar werd Carnazza benoemd tot buitengewoon hoogleraar in handels- en zeerecht in Catania. Een promotie tot gewoon hoogleraar kwam er in 1863. Een bekend werk van hem is Il Diritto Commerciale secondo il Codice di Commercio del Regno d’Italia (1870), of vertaald : Het Handelsrecht volgens de Handelscodex in het Koninkrijk Italië. Dit essay in 2 volumes behandelt systematisch het Italiaans handelsrecht op basis van de Codex van 1865. Hierin drukte Carnazza zijn verbazing uit dat Nederland geen handelsrechtbank kende, in tegenstelling tot Italië waar de zetelende rechters bovendien werden verkozen.
Van 1874 tot 1886 was Carnazza parlementslid in de Camera dei Deputati. Hij legde er zich toe op financiële kwesties van de overheid. Hij zetelde gedurende drie legislatuurperiodes, namens de provincie Catania. Hij combineerde dit met een zitje in de gemeenteraad van Catania. 
Na zijn periode als afgevaardigde was Carnazza vier jaren rector magnificus van de universiteit van Catania (1887-1891) en vervolgens burgemeester van Catania (1891-1892).
Omwille van het feit dat hij gedurende drie periodes afgevaardigde in het parlement was, benoemde koning Victor Emanuel III hem tot senator voor het leven (1900).